# 솔로몬 제도의 국기

솔로몬 제도의 국기 가로세로 비율 1:2

솔로몬 제도의 국기는 1977년 11월 18일에 공식적으로 제정되었다. 5개의 별은 이 나라의 가장 큰 5개의 섬을 의미하며, 파란색은 섬을 둘러싸고 있는 바다를, 초록색은 육지를, 노란색은 햇빛을 의미한다.

## 색상
| 색상 | 파랑               | 초록               | 노랑                 | 하양                  |
| ---- | ------------------ | ------------------ | -------------------- | --------------------- |
| RGB  | 0–81–186 (#0051BA) | 33–91–51 (#215B33) | 252–209–22 (#FCD116) | 255–255–255 (#FFFFFF) |

## 여러 가지 기

상선기
국적기
해군기

## 과거의 기

1906 ~ 1947년
1947 ~ 1956년
1956 ~ 1966년
1966 ~ 1977년